# Burgundsko vino
Burgundsko vino (francosko Bourgogne ali vin de Bourgogne) se prideluje v regiji Burgundija v vzhodni Franciji, v dolinah in pobočjih zahodno od Saône, pritoka Rone. Najbolj znana vina, ki se tukaj pridelujejo, in tista, ki jih običajno imenujemo burgundci, so suha rdeča vina iz grozdja pinot noir in bela vina iz grozdja chardonnay.
Rdeča in bela vina se pridelujejo tudi iz drugih sort grozdja, kot sta gamay in aligoté. V regiji se pridelujejo tudi majhne količine roséja in penečih vin. Chablis s prevladujočim chardonnayjem in Beaujolais s prevladujočim chardonnayjem sta priznana kot del vinske regije Burgundija, vendar se vina iz teh podregij običajno imenujejo z lastnimi imeni in ne kot burgundska vina.
Burgundija ima večje število appellations d'origine contrôlée (AOC - kontrolirana označba porekla) kot katera koli druga francoska regija in pogosto velja za najbolj ozaveščeno o terroirju med francoskimi vinskim regijami. Različne burgundske AOC so razvrščene od skrbno določenih vinogradov grand cru do bolj nespecifičnih regionalnih apelacij. Praksa določanja vinogradov po terroirju v Burgundiji sega v srednji vek, ko so različni samostani igrali ključno vlogo pri razvoju burgundske vinske industrije. Zgodovinski pomen burgundske vinske regije in njen edinstven klimatski sistem sta privedla do tega, da so bila območja v regiji vpisana na seznam svetovne dediščine Unesca kot del območja [fClimats - vinogradna območja v Burgundiji|Climats, terroirs of Burgundy]].

## Geografija in podnebje
Burgundska regija se razteza od Auxerre na severu do Mâcona na jugu ali do Lyona, če je območje Beaujolais vključeno kot del Burgundije. Chablis, belo vino iz grozdja chardonnay, se prideluje na območju okoli Auxerrea. Druge manjše apelacije v bližini Chablisa vključujejo Irancy, ki proizvaja rdeča vina, in Saint-Bris, ki proizvaja bela vina iz sauvignon blanca.
V Burgundiji je 100 apelacij, ki so razvrščene v štiri kakovostne kategorije. To so Bourgogne, village, premier cru in grand cru. 136 km jugovzhodno od Chablisa je Côte-d'Or, od koder izvirajo najbolj znana in najdražja burgundska vina in kjer so vsi vinogradi Grand Cru v Burgundiji (razen chablis grand cru). Côte-d'Or je razdeljena na dva dela: Côte de Nuits, ki se začne južno od Dijona in se razteza do Corgoloina, nekaj kilometrov južno od mesta Nuits-Saint-Georges, in Côte de Beaune, ki se začne pri Ladoixu in konča pri Dezize-les-Maranges. Vinorodni del tega območja v osrčju Burgundije je dolg le 40 kilometrov in večinoma širok manj kot 2 kilometra. Območje sestavljajo majhne vasi, obdane s kombinacijo ravnih in pobočnih vinogradov na vzhodni strani hribovite regije, ki zagotavlja nekaj zaščite pred dežjem in vremenom pred prevladujočimi zahodnimi vetrovi. Najboljša vina – iz vinogradov grand cru – te regije običajno pridelujejo na srednjem in višjem delu pobočij, kjer so vinogradi najbolj izpostavljeni soncu in imajo najboljšo drenažo, medtem ko premier cru prihajajo z nekoliko manj izpostavljenih pobočij. Relativno običajna 'vaška' vina pridelujejo na ravninskem ozemlju bližje vasem. V Côte de Nuits je 24 od 25 apelacij za rdeča vina grand cru v Burgundiji, medtem ko so vsa bela vina grand cru v regiji, razen enega, v Côte de Beaune (izjema je Musigny blanc). To je mogoče pojasniti s prisotnostjo različnih tal, ki dajejo prednost modremu pinotu oziroma chardonnayju.
Južneje je Côte Chalonnaise, kjer spet pridelujejo mešanico večinoma rdečih in belih vin, čeprav so apelacije, ki jih najdemo tukaj, kot so Mercurey, Rully in Givry, manj znane kot njihove različice v Côte-d'Or.
Pod Côte Chalonnaise je regija Mâconnais, znana po pridelavi velikih količin lahko pitnega in cenovno dostopnejšega belega vina. Še bolj južno je regija Beaujolais, znana po sadnih rdečih vinih iz grozdja gamay.
Podnebje Burgundije ima celinsko podnebje, za katero so značilne hladne zime in vroča poletja. Vreme je nepredvidljivo, saj so v času trgatve možni dež, toča in zmrzal. Zaradi takšnega podnebja se letniki iz Burgundije precej razlikujejo.

## Zgodovina
Arheološki dokazi potrjujejo vinogradništvo v Burgundiji že v 2. stoletju našega štetja, čeprav so Kelti morda gojili trto v regiji že pred rimsko osvojitvijo Galije leta 51 pr. n. št. Grški trgovci, ki so vinogradništvo prakticirali že od poznega neolitika, so Massalío ustanovili okoli leta 600 pr. n. št. in obsežno trgovali v dolini Rone, kamor so Rimljani prvič prispeli v 2. stoletju pr. n. št. Najstarejšo zabeleženo pohvalo burgundskih vin je leta 591 napisal Gregor iz Toursa, ki ga je primerjal z rimskim vinom Falernian.
Menihi in samostani rimskokatoliške cerkve so pomembno vplivali na zgodovino burgundskega vina. Prva znana donacija vinograda cerkvi je bila od kralja Guntrama leta 587, vendar je vpliv cerkve postal pomemben v času [[>Karel Veliki|Karla Velikega]]. Benediktinci so prek svoje opatije Cluny, ustanovljene leta 910, v naslednjih stoletjih postali prvi resnično veliki lastniki vinogradov v Burgundiji. Drug red, ki je imel vpliv, so bili cistercijani, ustanovljeni leta 1098 in poimenovani po Cîteauxu, njihovem prvem samostanu v Burgundiji. Cistercijani so leta 1336 ustanovili največji burgundski vinograd, obdan z obzidjem, Clos de Vougeot. Še pomembneje pa je, da so cistercijani, obsežni lastniki vinogradov, prvi opazili, da različne vinogradniške parcele dajejo dosledno različna vina. Tako so postavili najzgodnejše temelje za poimenovanje burgundskih cru in razmišljanje o terroirju v regiji.
Ker Burgundija nima izhoda na morje, je v srednjem veku zelo malo njenega vina zapustilo regijo, ko so vino prevažali v sodih, kar je pomenilo, da so bile vodne poti edino praktično sredstvo za prevoz na dolge razdalje. Edini del Burgundije, ki je lahko na praktičen način dosegel Pariz, je bilo območje okoli Auxerra po reki Yonne. To območje vključuje Chablis, vendar je imelo do 19. stoletja veliko obsežnejše vinograde. Ta vina so bila v zgodnjih besedilih označena kot vin de Bourgogne. Vina iz Côte-d'Or so se takrat imenovala (vin de) Beaune. Ta vina so prvič postala znana v 14. stoletju, med ujetništvom papeštva v Avignonu, do katerega je bilo mogoče priti po kopnem preko Saône in Rône. V ekstravaganci papeškega dvora je Beaune na splošno veljal za najboljše vino in boljše od vsega, kar je bilo takrat na voljo v Rimu.
Status burgundskih vin se je nadaljeval na dvoru rodbine Valois, ki je vladala kot burgundski vojvode večji del 14. in 15. stoletja. Njihova prepoved uvoza in izvoza neburgundskih vin, ki je dejansko izključila takrat priljubljena vina iz doline Rone s severnoevropskih trgov, je dala precejšen zagon burgundski vinski industriji. V tem obdobju so se pojavile prve zanesljive omembe sort grozdja v Burgundiji. Modri pinot je bil prvič omenjen leta 1370 pod imenom Noirien, vendar naj bi ga gojili že prej, saj nobena druga sorta grozdja, povezana s srednjeveško Burgundijo, ni mogla pridelati rdečih vin takšne kakovosti, da bi navdušila papeški dvor. 6. avgusta 1395 je vojvoda Filip Drzni izdal odlok o varovanju kakovosti burgundskih vin. Vojvoda je »podli in nezvesti Gamay« – ki je bil v 14. stoletju, kot je danes, bolj rodovit kot modri pinot – razglasil za neprimernega za uživanje ljudi in prepovedal uporabo organskih gnojil (gnoj), kar je verjetno še povečalo pridelek na škodo kakovosti. Visokokakovostna bela burgundska vina iz tega obdobja so bila verjetno narejena iz fromenteauja, ki je v tistem času v severovzhodni Franciji znan kot kakovostna sorta grozdja. Fromenteau je verjetno ista sorta kot današnji sivi pinot. Chardonnay je bil veliko poznejši dodatek burgundskih vinogradov.
V 18. stoletju se je kakovost cest v Franciji postopoma izboljševala, kar je olajšalo trgovino z burgundskimi vini. Prve négociantske hiše v regiji so bile ustanovljene v 1720-ih in 1730-ih. V 18. stoletju sta bili Burgundija in Šampanja tekmeca za donosen pariški trg, do katerega je imela Šampanja dostop že prej. V tem obdobju sta se regiji v vinskih slogih zelo prekrivali, saj je bila Šampanja takrat predvsem proizvajalka bledo rdečih mirnih vin in ne penečih vin. Pomembno delo o burgundskih vinih, ki ga je leta 1728 napisal Claude Arnoux, obravnava znana rdeča vina Côte de Nuits in rožnata vina Œil-de-Perdrix iz Volnaya, bela vina pa le na kratko omenja.
Potem ko je Burgundija postala del kraljestva Francije in se je moč Cerkve zmanjšala, so bili številni vinogradi, ki so bili v rokah Cerkve, od 17. stoletja dalje prodani buržoaziji. Po francoski revoluciji leta 1789 so bili preostali vinogradi Cerkve razdrobljeni in od leta 1791 razprodani. Napoleonovi dedni zakoni so nato povzročili nenehno delitev najdragocenejših vinogradniških posesti, zato so nekateri pridelovalci imeli le eno ali dve vrsti trt. To je privedlo do pojava negociantov, ki združujejo pridelke številnih pridelovalcev za proizvodnjo enega samega vina. Prav tako je prišlo do množice vse manjših družinskih vinarn, kar ponazarja več kot ducat družinskih posesti Gros.
Zavedanje o razliki v kakovosti in slogu burgundskih vin, pridelanih iz različnih vinogradov, sega v srednji vek, pri čemer so bila določena podnebja bolj cenjena kot druga. Eden prvih avtorjev na tem področju burgundskih vin je bil Denis Morelot s svojim delom La Vigne et le Vin en Côte-d'Or iz leta 1831. Leta 1855, istega leta, ko je bila uvedena znana uradna klasifikacija bordojskih vin, je dr. Jules Lavalle objavil vplivno knjigo Histoire et Statistique de la Vigne de Grands Vins de la Côte-d'Or, ki je vključevala neuradno klasifikacijo burgundskih vinogradov v pet razredov in je temeljila na Morelotovi knjigi. Lavallejevih pet razredov je bilo v padajočem vrstnem redu: hors ligne, tête de cuvée, 1ère cuvée, 2me cuvée in 3me cuvée. Lavallejevo klasifikacijo je v spremenjeni obliki formaliziral Beaunejev odbor za kmetijstvo leta 1861 in je nato obsegala tri razrede. Večina vinogradov 'prvega razreda' iz leta 1861 je bila leta 1936, ko je bila uvedena nacionalna zakonodaja o oznanjevanju porekla (AOC), označena z oznako Grand Cru.
Burgundsko vino je v zadnjih 75 letih doživelo veliko sprememb. Gospodarski depresiji v 1930-ih je sledilo opustošenje, ki ga je povzročila druga svetovna vojna. Po vojni so se vinogradniki vrnili domov v svoje zanemarjene vinograde. Tla in trte so trpele in so nujno potrebovale nego. Pridelovalci so začeli gnojiti in s tem obnovili svoje vinograde. Tisti, ki so si to lahko privoščili, so dodali kalij, mineralno gnojilo, ki prispeva k bujni rasti. Do sredine 1950-ih so bila tla uravnotežena, donosi so bili razmeroma nizki, vinogradi pa so pridelovali nekatera najbolj osupljiva vina v 20. stoletju.
Naslednjih 30 let so upoštevali nasvete priznanih vinogradniških strokovnjakov, ki so jim svetovali, naj svoje vinograde še naprej škropijo s kemičnimi gnojili, vključno s kalijem. Čeprav je določena količina kalija v tleh naravna in koristna za zdravo rast, je preveč škodljivo, saj vodi do nizke ravni kislosti, kar negativno vpliva na kakovost vina.
Z naraščanjem koncentracije kemikalij v tleh se je povečeval tudi pridelek. V zadnjih 30 letih se je pridelek v vinogradih z nadzorovanimi apelacijami v Côte-d'Or povečal za dve tretjini, z 29 hektolitrov na hektar (hl/ha) (letno povprečje od 1951 do 1960) na skoraj 48 hl/ha (1982–1991), je pokazala študija Nacionalnega inštituta za označbe porekla. Z višjimi pridelki so prišla vina z manj okusa in koncentracije. V 30 letih so bila tla znatno izčrpana iz svojih naravnih hranil.
Obdobje med letoma 1985 in 1995 je bilo prelomno v Burgundiji. V tem času so številne burgundske vinogradnice obnovile prizadevanja v vinogradih in postopoma utirale novo pot v vinarstvu, pridelujoč globlja in kompleksnejša vina. Danes burgundska vinska industrija žanje sadove teh prizadevanj.

## Značilnosti in klasifikacija vina
Burgundija je v nekaterih pogledih najbolj terroirno usmerjena regija v Franciji; ogromna pozornost se posveča območju porekla in temu, na kateri od 400 vrst tal v regiji gojijo grozdje za vino. Za razliko od Bordeauxa, kjer so klasifikacije odvisne od proizvajalca in se podeljujejo posameznim chateaux, so burgundske klasifikacije geografsko osredotočene. Določen vinograd ali regija bo imela določeno klasifikacijo, ne glede na proizvajalca vina. Ta osredotočenost se odraža na etiketah vina, kjer so apelacije najbolj izrazite, imena proizvajalcev pa se pogosto pojavijo na dnu v veliko manjšem besedilu.
Glavne ravni v klasifikacijah Burgundije, v padajočem vrstnem redu kakovosti, so: Grand cru, Premier cru, vaške apelacije in končno regionalne apelacije:
- Vina Grand Cru pridelujejo na majhnem številu najboljših vinogradniških lokacij v regiji Côte-d'Or, kot je strogo opredeljeno v zakonih AOC. Ta vina Cru predstavljajo 2 % proizvodnje s 35 hl/ha in so običajno pridelana v slogu, namenjenem kletarjenju, in jih je običajno treba starati najmanj pet do sedem let. Najboljši primerki se lahko hranijo več kot 15 let. Vina Grand Cru bodo na etiketi vina navedla le ime vinograda kot apelacijo – na primer Corton ali Montrachet – ter izraz Grand Cru, ne pa tudi imena vasi.[11] Več vinogradov Grand Cru ima sestavljena imena (dvojna imena), večinoma zaradi dodajanja bolj znanega vinograda, s katerim so sosedi, kot na primer Charmes-Chambertin (dodatek Chambertina k "Charmes") ali Romanée-Saint-Vivant (dodatek La Romanée k "Saint-Vivant"; ta niso več povsem sosednja), čeprav imajo druga sestavljena imena, kot je Corton-Charlemagne, svojevrstno zgodovino. Obstajata dve trojni imeni te oblike: Bienvenues-Bâtard-Montrachet in Criots-Bâtard-Montrachet, ki ustrezata vinogradom, ki sosedajo Bâtard-Montrachet, ki sosedje Montrachetu. Sestavljena imena, ki uporabljajo bolj znan vinograd, se včasih imenujejo "sateliti" bolj znanega.[12][13]
- Vina Premier Cru so pridelana na določenih legah vinogradov, ki še vedno veljajo za visokokakovostne, vendar niso tako cenjene kot lege Grand Cru. Vina Premier Cru predstavljajo 12 % proizvodnje s 45 hl/ha. Ta vina morajo biti pogosto starana od tri do pet let, najboljša vina pa lahko zdržijo veliko dlje. Vina Premier Cru so označena z imenom vasi izvora, statusom Premier Cru in običajno imenom vinograda, na primer Volnay 1er Cru Les Caillerets. Nekatera vina Premier Cru so pridelana iz več vinogradov Premier Cru v isti vasi in ne nosijo imena posameznega vinograda.[14] Mešanje Premier cru je pogostejše v Morey-Saint-Denisu kot v drugih vaseh.[15]
- Vina z vaškimi apelacijami so pridelana iz mešanice vin z domnevno manjših vinogradniških leg znotraj meja ene od 42 vasi ali iz enega posameznega, a nerazvrščenega vinograda. Za vina iz vsake vasi velja, da imajo svoje posebne lastnosti in značilnosti in vse burgundske občine nimajo vaške apelacije. Vaška vina predstavljajo 36 % proizvodnje pri 50 hl/ha. Ta vina se lahko uživajo dve do štiri leta po datumu izdaje, čeprav se nekateri primerki spet ohranijo dlje. Vaška vina bodo na etiketi vina prikazala ime vasi, na primer »Pommard«, včasih pa – če je primerno – tudi ime posameznega vinograda ali podnebja, od koder izvira vino.[16] Več vasi v Burgundiji je iz tržnih razlogov prvotnemu imenu vasi dodalo imena svojih najbolj znanih vinogradov Grand Cru, kar je povzročilo dvojna imena, začenši z »Gevrey-Chambertin« leta 1847 in končajoč z »Morey-Saint-Denis« leta 1927.[17]
- Regionalna vina z apelacijami so vina, ki jih je dovoljeno pridelovati v celotni regiji ali na območju, ki je bistveno večje od območja posamezne vasi.[18] Na ravni vasi, Premier Cru in Grand Cru so na voljo le rdeča in bela vina, nekatere regionalne apelacije pa dovoljujejo tudi proizvodnjo rosé in penečih vin, pa tudi vin, v katerih prevladujejo sorte grozdja, ki niso pinot noir ali chardonnay. Te apelacije lahko razdelimo v tri skupine:

- - AOC Burgundski, standardna ali "generična" apelacija za rdeča ali bela vina, pridelana kjer koli v regiji, predstavlja preprostejša vina, ki so še vedno podobna vasi. Ta vina se lahko pridelujejo s 55 hl/ha. Ta vina so običajno namenjena takojšnji porabi v treh letih po datumu trgatve.
  - Podregionalne (sous-regional) apelacije pokrivajo del Burgundije, ki je večji od vasi. Primeri so Bourgogne Hautes-Côtes de Beaune, Bourgogne Hautes-Côtes de Nuits in Mâcon-Villages. Običajno imajo občine, ki nimajo apelacije vasi, dostop do vsaj ene podregionalne apelacije. Ta raven je včasih opisana kot vmesna med AOC Bourgogne in ravnijo vasi.
  - Vina določenih slogov ali drugih sort grozdja vključujejo belo Bourgogne Aligoté (ki je v glavnem narejeno iz grozdja Aligoté), rdeče Bourgogne Passe-Tout-Grains (ki lahko vsebuje do dve tretjini Gamay grozdja) in peneče Crémant de Bourgogne.

Vina Chablis so označena s podobno hierarhijo vin Grand Cru, Premier Cru in Village, Petit Chablis pa je raven pod Village Chablis. Vina iz Beaujolaisa so obravnavana še drugače.
Na splošno lahko proizvajalci svoje vino postopno deklasificirajo na nižje uvrščeno AOC, če to želijo. Tako se lahko vino iz vinograda Grand Cru prodaja kot Premier Cru iz vasi, v kateri se nahaja ta vinograd, vino Premier Cru se lahko prodaja kot vaško vino in tako naprej. Ta praksa skoraj vedno pomeni, da bo treba deklasificirano vino prodati po nižji ceni, zato se to izvaja le, če se s tem želi nekaj pridobiti. Eden od motivov je lahko vključitev le trt določene starosti v vino Grand Cru, da se izboljša njegova kakovost ter dvigne njegov ugled in cena, v tem primeru pa se vino iz mlajših trt lahko prodaja kot Premier Cru po nižji ceni. Na splošno lahko takšna praksa proizvajalcu omogoči, da ohrani višjo povprečno ceno za prodano vino.
Skupaj se v Burgundiji uporablja približno 150 ločenih oznak AOC, vključno s tistimi za Chablis in Beaujolais. Čeprav je to impresivno število, ne vključuje več sto poimenovanih vinogradov (lieux-dits) na ravni Village in Premier Cru, ki so lahko prikazani na etiketi, saj je na teh ravneh na voljo le en sklop pravil za označevanje na vas. Skupno število označenih vinogradov, ki se lahko razstavijo, precej presega 500.

## Proizvodnja
Leta 2003 so burgundski vinogradi (vključno s Chablisom, vendar brez Beaujolaisa) pokrivali skupno 28.530 hektarjev. Côte-d'Or kot celota, vključno z Hautes Côtes de Beaune in Hautes Côtes de Nuits, je pokrivala 8000 hektarjev, od tega je osrednje območje Côte de Nuits obsegalo 1700 hektarjev, Côte de Beaune pa 3600 hektarjev.
Leta 2000 je imela Burgundija skupno 3200 vinskih posestev (v primerjavi s 50 v začetku 19. stoletja), od tega 520 v departmaju Yonne, 1100 v Côte-d'Or in 1570 v Saône-et-Loir. Na splošno mali pridelovalci prodajajo svoje grozdje večjim pridelovalcem, trgovcem, imenovanim négociants, ki vino mešajo in stekleničijo. Približno 115 négociants, ki pridelajo večino vina, nadzoruje le okoli 8 % površine. Posamezni pridelovalci imajo okoli 67 % površine, vendar pridelajo in tržijo le okoli 25 % vina. Nekatere majhne kleti pridelajo le 100–200 zabojev na leto, medtem ko mnogi pridelovalci pridelajo nekaj tisoč zabojev na leto.
Vina, ki jih pridelujejo pridelovalci/proizvajalci, lahko prepoznamo po izrazih Mis en bouteille au domaine, Mis au domaine ali Mis en bouteille à la propriété. Največji proizvajalec je Maison Louis Latour v Beauneu s 350.000 zaboji/leto. Trgovci lahko uporabljajo izraz Mis en bouteille dans nos caves (ustekleničeno v naših kleteh), vendar niso upravičeni do uporabe oznake pridelovalca/proizvajalcev, ki je bila ustekleničena na posestvu. Večina trgovcev običajno uporablja izraz Mis en bouteille par... (ustekleničeno s strani...).

## Sorte grozdja
Od belega grozdja je najpogostejši chardonnay. Druga sorta grozdja, ki jo najdemo v regiji, Aligoté, običajno daje cenejša vina z višjo kislostjo. Aligoté iz Burgundije je vino, ki se tradicionalno uporablja za pijačo Kir, kjer se meša z likerjem iz črnega ribeza. Sauvignon blanc se goji tudi v apelaciji Saint Bris. Vina Chablis, Mâcon in bela vina Côte d'Or so večinoma pridelana iz 100 % grozdja chardonnay.
Od rdečega grozdja se večina pridelave v Côte-d'Or osredotoča na sorto pinot noir, medtem ko se sorta gamay prideluje v Beaujolaisu. V regiji Côte de Nuits je 90 % pridelave rdečega grozdja.
Pravila za apelacije rdečih burgundskih vin, od regionalne do Grand Cru ravni, običajno dovoljujejo mešanje do 15 % belih sort grozdja chardonnay, pinot blanc in pinot gris, vendar se to danes ne izvaja pogosto.

## Ugled in spoštovanje
Burgundija je domovina nekaterih najdražjih vin na svetu, vključno z vini Domaine de la Romanée-Conti, Domaine Leroy, Henri Jayer, Domaine Leflaive in Domaine Armand Rousseau.
Njen sloves sega več stoletij nazaj; leta 1522 je Erazem Rotterdamski zapisal: »O srečna Burgundija, ki si zaslužiš naziv mati ljudi, saj iz svojih mlečnih žlez daje tako dobro mleko« To je ponovil tudi Shakespeare, ki v Kralju Learu omenja »francoske trte in burgundsko mleko«.
Britanska vinska kritičarka Jancis Robinson je izjavila, da je »cena izjemno nezanesljiv pokazatelj« in da je »po ceni, ki jo vino prodaja, pogosto bolj odvisno od oglaševalskega pompa in trženjskih odločitev kot od kakovosti, ki jo vsebuje steklenica«. Medtem ko Grand Cru pogosto zahteva visoke cene, je mogoče vina vaške ravni vrhunskih proizvajalcev najti po nižjih cenah.
Leta 2010 je burgundska regija doživela opazno povečanje pokritosti na internetu zaradi uradnih prizadevanj, kot je spletno predvajanje znanih hospicev Hospices de Beaune,] pa tudi prizadevanj neodvisnih ljubiteljev vina, kot je Bourgogne Live. Nekatera burgundska vina so vse bolj cenjena tudi kot investicijska vina.
Ljubitelji burgundskega vina že desetletja organizirajo dogodke, ki slavijo njegove vrline. Najbolj znan med njimi je La Paulée de Meursault.